# Tortula transcaspica
Tortula transcaspica là một loài rêu trong họ Pottiaceae. Loài này được Broth. mô tả khoa học đầu tiên năm 1888.